# Vendeuil-Caply

Vendeuil-Caply este o comună în departamentul Oise, Franța. În 1 ianuarie 2022 avea o populație de 444 de locuitori.